# Eurychoria flavirupta
Eurychoria flavirupta là một loài bướm đêm trong họ Geometridae.